# Caernarfon Town Football Club
Pour les articles homonymes, voir Caernarfon (homonymie).
 (août 2023).
Le contenu est difficilement compréhensible vu les erreurs de traduction, qui sont peut-être dues à l'utilisation d'un logiciel de traduction automatique.
Maillots
Actualités
Le Caernarfon Town Football Club (gallois : Clwb Pêl Droed Tref Caernarfon) est un club de football gallois fondé en septembre 1876 et basé dans la ville de Caernarfon.

## Histoire du club

### Prédécesseurs
Le premier club de football de Caernarfon, connu sous le nom de Caernafon Wanderers, a été formé en septembre 1876 et a joué sur divers terrains avant de déménager à the Oval en 1888. Le 30 octobre 1886, les Wanderers ont été la première équipe du nord-ouest du pays de Galles à entrer dans la FA Cup et perdu 10-1 à l'extérieur contre Stoke City FC. Cinq ans plus tard, cependant, ce club particulier a disparu mais, en 1894, plusieurs anciens joueurs ont commencé une nouvelle équipe appelée Caernafon Ironopolis. Ce club a participé à la North Wales Coast League , remportant le championnat à deux reprises et atteignant la demi-finale de la Coupe du pays de Galles en 1900 et à nouveau en 1902. Malheureusement, à la suite d'un différend avec la ligue, Ironopolis s'est replié en 1903. La disparition de le club a conduit certains des joueurs à former les Caernarvon Celts tandis que d'autres se sont affiliés au Caernarvon RWF (Royal Welsh Fusiliers), les deux clubs jouant à l'Oval.
En 1906, les clubs ont fusionné pour former Carnarvon United et en 1909, le nouveau club a remporté les coupes amateurs galloises et du nord du pays de Galles. Après la Grande Guerre, les joueurs démobilisés de United forment un nouveau club (Caernarvon Athletic) qui, jusqu'en 1921, joue dans la North Wales Coast League puis dans la Welsh National League Division Two (West), avec une fortune mitigée. En 1926, cependant, une société à responsabilité limitée a été formée et un directeur à plein temps et une équipe professionnelle ont été engagés. Le club a rencontré un succès immédiat, remportant le championnat de la Division 1 de la Ligue nationale galloise en 1926–27, devant Bangor City et Rhyl, et répétant l'exploit en 1929–1930 après avoir été propulsé au titre par Connah's Quay & Shotton 12 mois plus tôt. On se souvient encore de Caernarvon Athletic pour sa course en FA Cup en 1929 lorsqu'il a battu Darlington avant de se rendre à Bournemouth lors d'une rediffusion du deuxième tour, le premier match à l'Oval attirant une foule d'environ 9 000 personnes. En 1930, cependant, le club a été mis en liquidation, mais deux ans plus tard, une équipe reformée a remporté la combinaison galloise avant de démissionner en raison de problèmes d'utilisation de l'Oval.

### 1937-1988
En 1937, un groupe de passionnés de football locaux a créé le Caernarfon Town FC. et est entré dans une équipe de la Welsh League North Division One. Une adhésion ininterrompue de 39 ans à la ligue a commencé et Caernarfon Town a remporté le championnat en 1946–1947 et 1965–1966 et a terminé deuxième en 1956–1957 et 1957–1958 et une fois de plus en 1972–1973. En 1976, des problèmes internes ont conduit le club à se retirer de la ligue après seulement six matches mais, en quelques mois, le club a de nouveau été reformé et a rebondi 12 mois plus tard. Étonnamment, le club a ensuite remporté le championnat de la ligue lors de chacune des deux saisons suivantes !
Après avoir remporté ces deux titres de champion en 1977–1978 et 1978–1979, perdant un seul match au total (Nantlle Vale gagnant 1–0 en 1977–1978), Caernarfon a obtenu l'autorisation du Welsh Football Association pour rejoindre la ligue combinée du Lancashire. Le club a remporté la Combination Cup en 1981 (en battant le Bacup Borough en finale aller-retour), puis le championnat de la ligue en 1981-1982, repoussant le défi du Colne Dynamoes de deux points.[citation nécessaire]
première tentative. En 1985, Caernarfon Town a été finaliste de la première division et a été élu dans la Northern Premier League. Malgré un mauvais départ, le nouveau manager John King a changé les choses et le club a connu sa FA Cup course la plus réussie en 1986 –1987. Caernarfon Town a battu la quatrième division Stockport County à l'Oval, puis a vaincu la troisième division York City dans une rediffusion avant de perdre à nouveau une rediffusion du troisième tour contre la deuxième division Barnsley par un but à zéro. Les Canaries ont terminé troisième de la NPL et ont estimé que, sans la course de la FA Cup, ils auraient probablement été promus à la Football Conference. En mai 1987, King est parti pour devenir manager du Tranmere Rovers et l'ancien demi-aile du Liverpool Tommy Smith a été nommé manager mais est parti en décembre 1987 après une série de mauvais résultats, laissant la place à Phil Wilson qui avait été joueur avec le club la saison précédente.[citation nécessaire]

### Historique
- 1876 : fondation du club sous le nom de Caernarfon Athletics
- 1891 : le club est renommé Caernarfon Ironopolis
- 1903 : fermeture du club
- 1906 : refondation du club sous le nom de Caernarfon United
- 1926 : le club est renommé Caernarfon Athletic
- 1930 : fermeture du club
- 1932 : refondation du club sous le nom de Caernarfon United
- 1936 : fermeture du club
- 1937 : refondation du club sous le nom Caernarfon Town FC

## Bilan européen
Note : dans les résultats ci-dessous, le score du club est toujours donné en premier.
| Saison    | Compétition      | Tour            | Club           | Domicile | Extérieur | Total             |
| --------- | ---------------- | --------------- | -------------- | -------- | --------- | ----------------- |
| 2024-2025 | Ligue Conférence | Premier tour Q  | Crusaders FC   | 2 - 0    | 1 - 3 ap  | 3 - 3 (8 - 7 tab) |
| 2024-2025 | Ligue Conférence | Deuxième tour Q | Legia Varsovie | 0 - 5    | 0 - 6     | 0 - 11            |

Légende
- Victoire ou qualification pour le tour suivant
- Match nul
- Défaite ou élimination de la compétition